# Meister des Imberger Altars

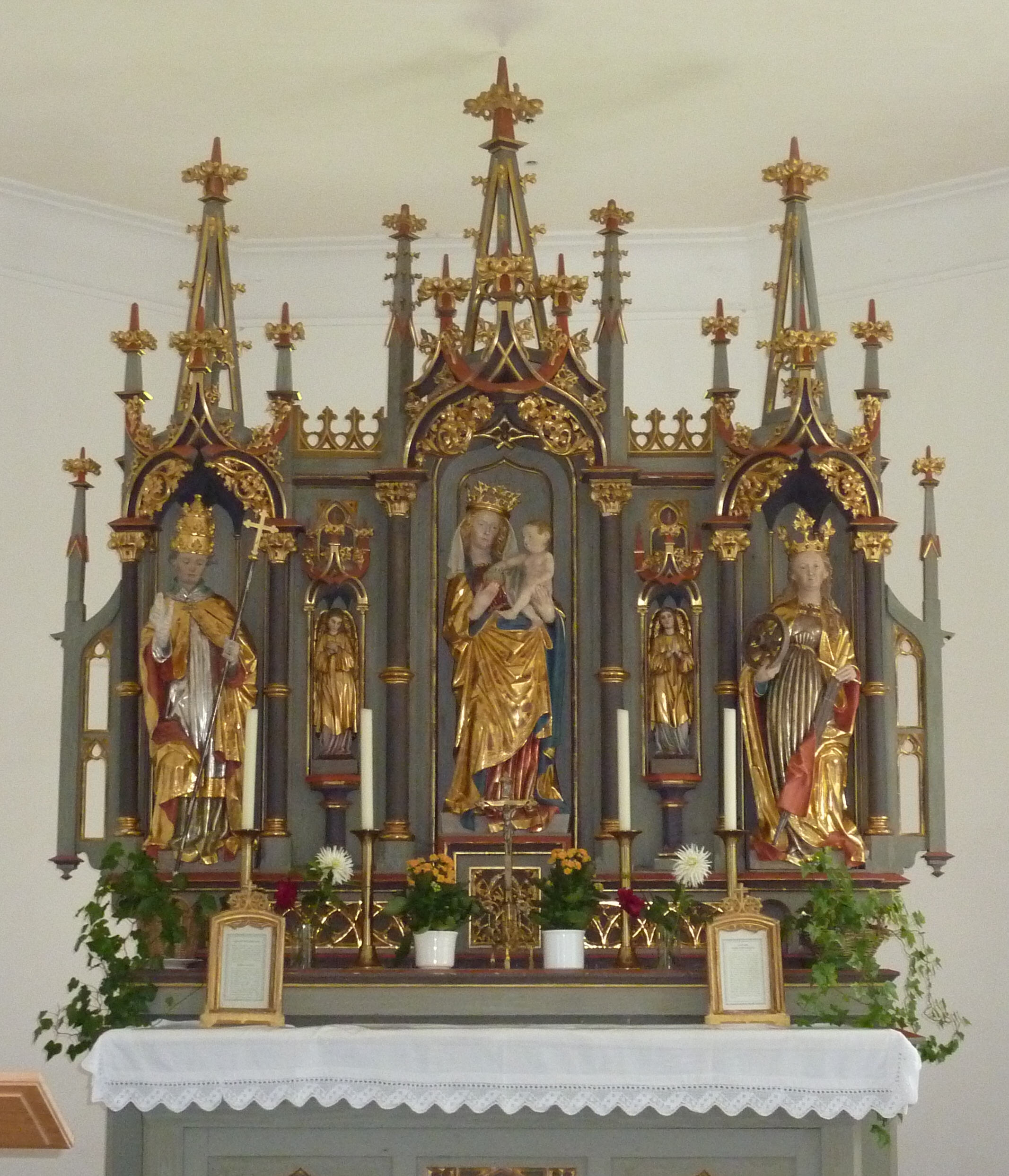
Imberger Altar

Wer der Meister des Imberger Altars war, ist nicht sicher. Er war in Kempten im Allgäu tätig und wurde anscheinend durch die Ulmer Hans Multscher (um 1400–1467) und Michel Erhart (um 1440–1525) beeinflusst. Er erhielt seinen provisorischen Namen nach drei Altarfiguren in der Kapelle St. Katharina und St. Silvester (Imberg) (Landkreis Sonthofen).
Die Hl. Katharina und der Hl. Sebastian befinden sich in der „Staatsgalerie im Hohen Schloss Füssen“, die Figur Maria mit dem Kind befindet sich in Berlins „Skulpturensammlung und Museum für Byzantinische Kunst“.